# 小林元 (撮影技師)
小林 元（こばやし げん）は日本の撮影技師。日本映画学校（現・日本映画大学）第一期卒業。第32回日本アカデミー賞優秀撮影賞受賞。日本映画撮影監督協会所属。

## 参加作品

### 映画
- うずまき（2000年）
- NOEL ノエル（2003年）
- 亀は意外と速く泳ぐ（2005年）
- イン・ザ・プール（2005年）
- ダメジン（2006年）
- ネガティブハッピー・チェーンソーエッヂ（2007年）
- クライマーズ・ハイ（2008年）日本アカデミー賞優秀撮影賞受賞
- GSワンダーランド（2008年）
- ちょんまげぷりん（2010年）
- 君が踊る、夏（2010年）
- 大木家のたのしい旅行 新婚地獄篇（2011年）
- アフロ田中（2012年）
- 明日に架ける愛（2012年）
- PIECE 〜記憶の欠片〜（2012年）
- 恋する歯車（2013年）
- 仮面ライダー×スーパー戦隊×宇宙刑事 スーパーヒーロー大戦Z（2013年）
- すーちゃん まいちゃん さわ子さん（2013年）
- テコンドー魂〜Rebirth〜（2014年）
- 白ゆき姫殺人事件（2014年）
- キカイダー REBOOT（2014年）
- SCOOP!（2016年）
- うちの執事が言うことには（2019年）
- JK☆ROCK（2019年）

### テレビ
- 伊藤潤二恐怖コレクション 顔泥棒（2000年、テレビ朝日）
- 自由戀愛（2004年、WOWOW・ドラマW）監督：原田眞人
- 美少女戦士セーラームーン（2003年 - 2004年）
- ドラゴンフライ（2006年、WOWOW・ドラマW）監督：香月秀之
- 恋せども、愛せども（2007年、WOWOW・ドラマW）監督：堀川とんこう、平成19年度文化庁芸術祭テレビ部門（ドラマの部）優秀賞受賞作品
- 真夜中のマーチ（2007年、WOWOW・ドラマW）監督：下山天
- 君の望む死に方（2008年、WOWOW・ドラマW）監督：香月秀之
- 湯けむりスナイパー（2009年、テレビ東京系）
- 借王〜銭の達人〜（2009年、WOWOW・ミッドナイトドラマ）監督：香月秀之
- 横山秀夫サスペンス 引継ぎ（2010年、WOWOW・ドラマW）監督：下山天
- 仮面ライダーシリーズ（テレビ朝日系）
  - 仮面ライダーオーズ/OOO（2010年 - 2011年）
  - 仮面ライダーウィザード（2012年 - 2013年）
  - 仮面ライダー鎧武/ガイム（2013年 - 2014年）
- 水曜ミステリー9 逆転弁護士ヤブハラ 第1作・第2作（2015年、テレビ東京系）
- べしゃり暮らし（2019年、テレビ朝日系） 演出:劇団ひとり
- 相棒 Season18（2019年、テレビ朝日系）